# Comprimento característico
Um comprimento característico é uma importante dimensão que define a escala de um sistema físico. Frequentemente tal comprimento é usado como um valor a ser aplicado em uma fórmula, especialmente em números adimensionais típicos dos equacionamentos de transferência de calor e transferência de massa para prever algumas características do sistema.
Exemplos:
- Número de Reynolds
- Número de Biot
- Número de Nusselt

Fazer uma mudança de escala, na passagem da modelagem de um fenõmeno físico ou de um modelo (como uma maquete de um prédio) significa alterar o comprimento característico mediante um dado fator.